# ギンゲロール
ギンゲロール（英: Gingerol、ジンゲロール）は、化学式C17H26O4で表される有機化合物の一種。[6]-Gingerolとも表記される。新鮮なショウガに含まれ、辛み成分として重要である。化学的には唐辛子に含まれるカプサイシン、コショウに含まれるピペリンなどに近い、バニロイド受容体アゴニストである。融点は室温よりやや高く、黄色の油状の液体または結晶性の固体を形成する。調理によりジンゲロンに変化し、独特の刺激のある甘い香りを持つ。乾燥するとヒドロキシ基を失い（脱水反応）、より強い刺激を持つショウガオールとなることから、一般に生のものより乾燥ショウガの方が辛みが強い。

## 生理的効果
ギンゲロールは、妊娠や疾患による吐き気や頭痛を緩和する働きがある。

### 動物実験
ラットを使った実験では、ショウガの辛味成分は、代謝率の抑制効果を介してラットに低体温状態を誘発する効果が見られた。また、関節リウマチへの効果も考えられている。他に腸、乳房組織、卵巣、膵臓の悪性腫瘍への効果も期待されている。
そのほかに、脂肪燃焼効果が報告されている。
モルモットでの実験では、胃粘膜の損傷抑制作用が報告されている。